# 오만의 세계유산

오만의 세계유산은 세계유산 위원회를 거쳐 유네스코 세계유산에 등재된 오만의 세계유산을 일컫는다. 오만은 1981년 10월 6일 유네스코 조약에 비준한 이래, 5건의 문화유산을 보유하고 있다. 

## 목록

### 문화유산
| No. | 사진 | 등록명                           | 소재지                               | 등록년도 | 등록기준 | 유네스코 지정번호 | 비고 |
| 1   |      | 바흘라 요새                      | 다킬리야주                           | 1987년   | (ⅳ)      | 433               |      |
| 2   |      | 바트 · 알쿠틈 · 알아인 고고 유적 | 다히라주                             | 1988년   | (ⅲ), (ⅳ) | 434               |      |
| 3   |      | 프란킨센스 유적                  | 도파르주                             | 2000년   | (ⅲ), (ⅳ) | 1010              |      |
| 4   |      | 아플라즈 관개 시설               | 다킬리야주 바티나 지방 샤르키야 지방 | 2006년   | (ⅴ)      | 1207              |      |
| 5   |      | 칼하트 고대 도시                 | 남동부주                             | 2018년   | (ⅱ), (ⅲ) | 1537              |      |

### 자연유산
| No. | 사진 | 등록명                   | 소재지 | 등록년도 | 등록기준 | 유네스코 지정번호 | 비고                     |
| -   |      | 아라비아오릭스 보호 지역 | 중부주 | 1994년   | (ⅹ)      | 654               | 제명된 세계유산 (2007년) |

## 같이 보기
- 오만의 관광